# Beamer (LaTeX)
Beamer 是一个用于创建演示文稿 LaTeX 的文档类。它同时支持 LaTeX + dvips、pdfLaTeX、LuaLaTeX 以及 XeLaTeX。它的名称取自德语词汇 Beamer（pseudo-anglicism），意思是影像演示。
Beamer 文档类并不是最早开发出的 LaTeX 演示文稿工具。2003 年 2 月，Till Tantau 为其博士论文答辩编写了 beamer 包，并于一个月之后发布在 CTAN 上。
作为 LaTeX 的一个文档类，Beamer 文档和 LaTeX 文档一样都是纯文本文件。且 beamer 兼容 LaTeX 常见的命令，和其他宏包的兼容性良好。当然也有支持 Beamer 语法的图形界面，如 AUCTEX 和 LyX。
Beamer 也可以通过使用兼容包来支持其他 LaTeX 演示文稿宏包的语法，包括 Prosper 和 Foils。
Beamer 默认生成 PDF 文件用于演示，其动态效果依靠创建多页幻灯片实现。若要打印出每张幻灯片的最终效果用于分发给听众，需开启handout 选项；想要在一张纸上打印多页幻灯片，需要用 pgfpages 宏包；也可以输出适合印刷在 A4 或者标准信纸上的文档效果。'frame' 的标题将变为段落的标题，不再包括原有的外观主题，同时保证了原有章节结构不被破坏——这就可以方便的输出演讲的提纲。
Beamer 的一些功能是依赖于 PGF 的。

## Beamer的hello, world
```
\documentclass
{
beamer
}
        
%使用beamer文档类

\begin
{
document
}
              

\begin
{
frame
}
                 
%frame：新建一个幻灯片

hello, world

\end
{
frame
}

\end
{
document
}

```

### 教程
- Introduction to Beamer – How to make a presentation（页面存档备份，存于）
- A tutorial with examples on the usage of Beamer Latex class（页面存档备份，存于）
- Another tutorial
- Beamer by Example from PracTEX Journal, many examples of both TeX source and formatted output（页面存档备份，存于）
- Introduction to beamer on wikibooks（页面存档备份，存于）
- A presentation using the LaTeX Beamer class (short guide – samples)

1. ↑  . 2021年5月26日  [2021年6月10日].
2. ↑  . 2024年1月6日  [2024年1月19日].